# Індійська митна лінія
Індійська митна лінія (англ. Inland Customs Line, а також англ. Great Hedge of India або англ. Indian Salt Hedge) — митний заслін (бар'єр), побудований англійцями в Індії для захисту соляних копалень від контрабандистів і для збору податку на сіль.

## Історія

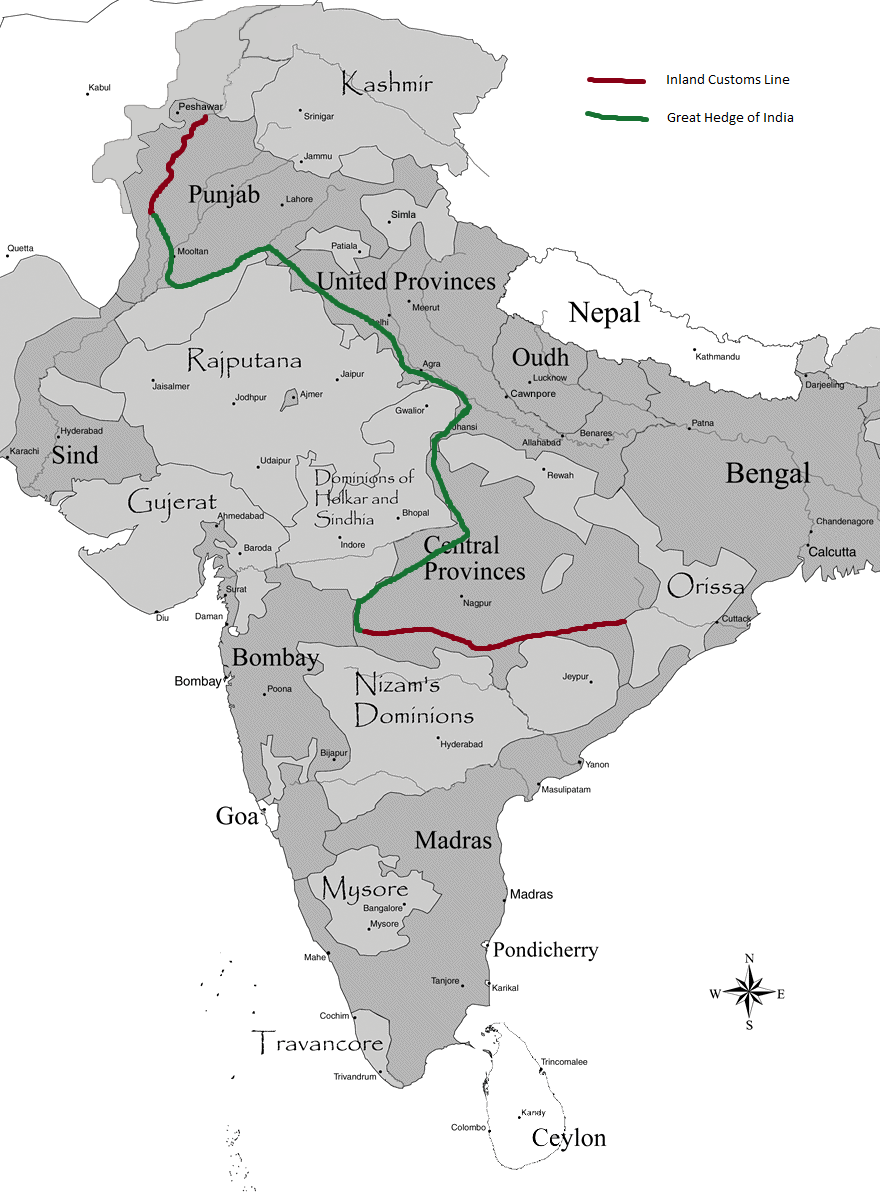
Розташування Inland Customs Line (червоний колір) і Great Hedge of India (зелений колір)

Будівництво лінії було розпочато в Індії на початку XIX століття, коли британська Ост-Індійська компанія мала торговельну монополію в країні на торгівлю сіллю, контролюючи всі індійські соляні шахти, стягуючи з покупки солі високі податки. Через всю країну, від Гімалаїв (починаючись в провінції Пенджаб) до Бенгальської затоки (закінчуючись в князівстві Орісса), була побудована митна лінія довжиною чотири тисячі кілометрів (2500 миль) , охороняли яку 14 тисяч солдатів і котра була передана в 1843 році під контроль служби — Inland Customs Department.
Відстань між сусідніми митними постами становила одну милю. Захисними елементами спочатку були сухі колючі дерева, переважно індійська слива, пізніше зарослі живими кучерявими рослинами. Також на деяких дільницях були побудовані кам'яні стіни, а природними були водяні перешкоди. Висота митної перепони на деяких ділянках досягала 12 футів (3,7 метри). Ця конструкція була скасована в 1879 році, коли англійський уряд ввів в Індії режим вільної торгівлі, а соляний податок залишався до 1947 року, коли Індія здобула незалежність.
Основна функція митної лінії — запобігання контрабанди — в цілому була успішною. Спіймані контрабандисти штрафувалися на вісім рупій, а ті, що не могли сплатити штраф, вирушали до в'язниці приблизно на шість тижнів. З вдосконаленням захисної лінії кількість спійманих контрабандистів росло: так в 1868 році було засуджено 2340 осіб, в 1873—1874 роках — 3271 чоловік, а в 1877—1878 роках було заарештовано 6077 контрабандистів. У деяких сутичках на митній лінії були і жертви — як з одного, так і з іншого боку.
Після отримання Індією незалежності, про цю митну перешкоду забули. Про неї було написано ряд праць англійських та індійських авторів. Деякі вчені робили спроби пошуку її залишків. Так англійський історик Лондонського університету Roy Moxham намагався в кінці XX століття виявити митну лінію, про що опублікував в 2001 році книгу, перекладену на мову маратхі в 2007 році.